# 1925 en Alberta
Chronologie de l'Alberta
- 1921
- 1922
- 1923
- 1924
- 1925
- 1926
- 1927
- 1928
- 1929

Cette page concerne des événements qui se sont produits durant l'année 1925 dans la province canadienne de l'Alberta.

## Politique

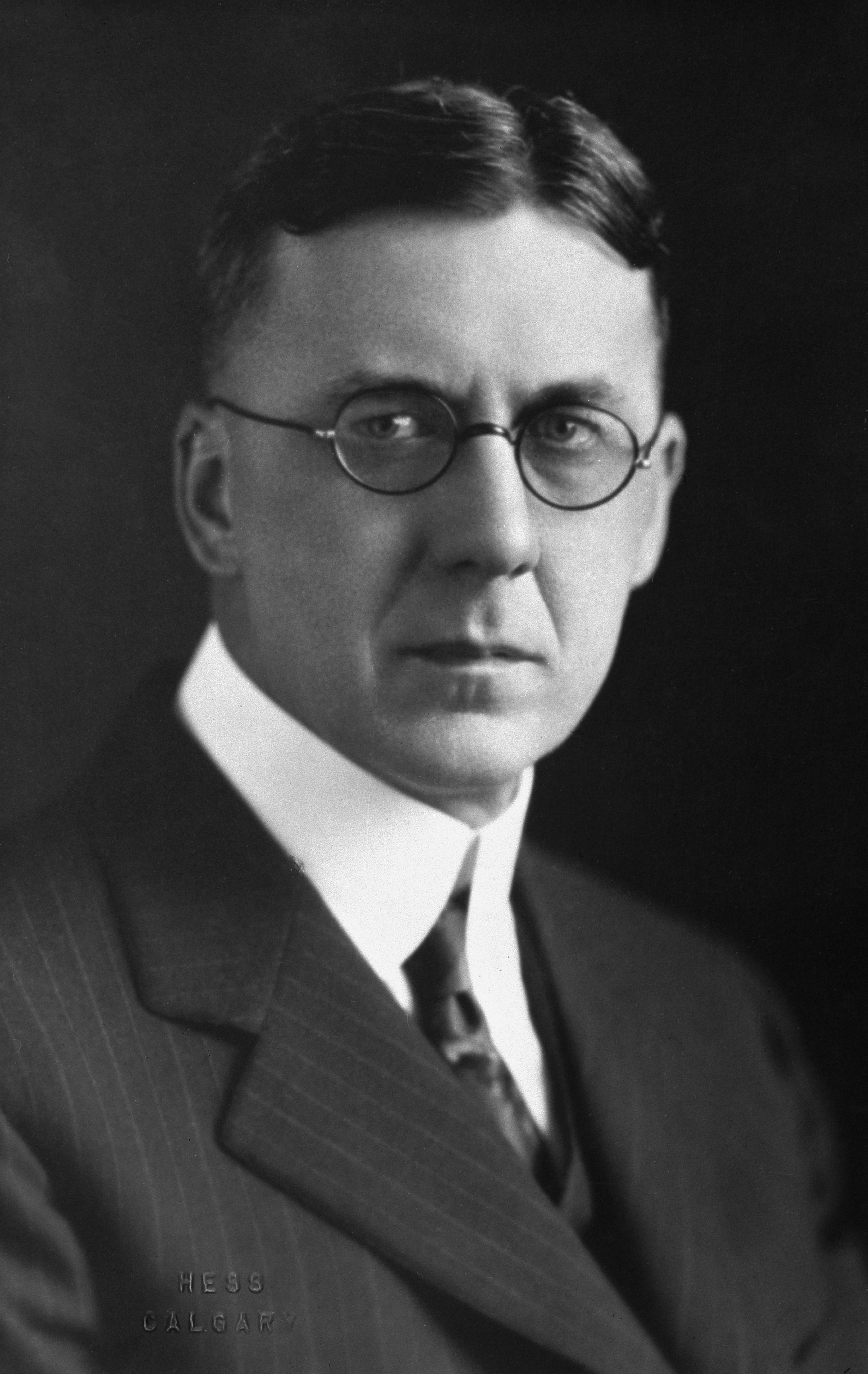
John Edward Brownlee

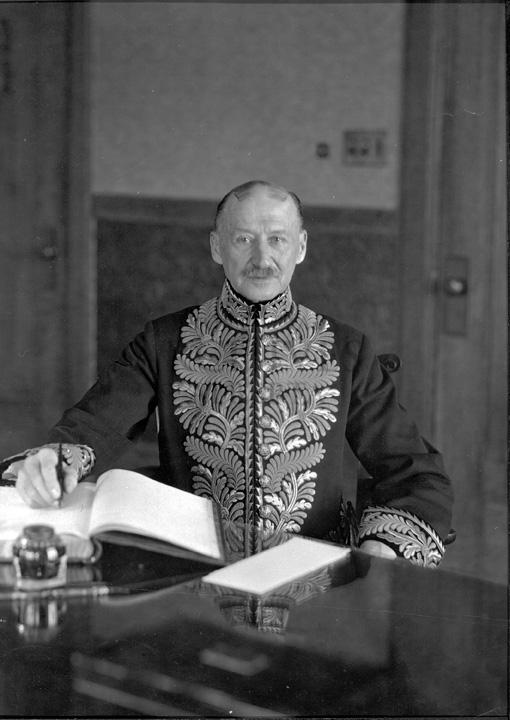
William Egbert

- Premier ministre : Herbert Greenfield des United Farmers puis John Edward Brownlee des United Farmers
- Chef de l'Opposition :
- Lieutenant-gouverneur : Robert George Brett puis William Egbert
- Législature :

## Événements
- Création de la société Les Bonnes Amies dans le quartier franco-albertain Saint-Joachim  d'Edmonton[1].

## Naissances
- 6 octobre : Bud Olson, Ministre de l'agriculteur du Canada et lieutenant-gouverneur de l'Alberta.

- 4 décembre : Albert Bandura, O.C. (né à Mundare), psychologue canadien et professeur émérite de psychologie à l'université Stanford.